# Nhà máy nhiệt điện Vũng Áng 1
Nhà máy nhiệt điện Vũng Áng 1 là nhà máy nhiệt điện được xây dựng đặt tại thị xã Kỳ Anh, tỉnh Hà Tĩnh, nhà máy đi vào hoạt động vào năm 2014. Đây là dự án nhà máy nhiệt điện lớn nhất hiện nay ở khu vực miền Trung Việt Nam và là một trong 4 nhà máy của trung tâm nhiệt điện Vũng Áng
 
Tên nhà máy: Nhà máy điện Vũng Áng 1
‐ Địa điểm: Xã Kỳ Lợi, thị xã Kỳ Anh, tỉnh Hà Tĩnh
‐ Đơn vị quản lý, vận hành nhà máy: Công ty Điện lực Dầu khí Hà Tĩnh, đơn vị thành viên của tổng công ty cổ phần điện lực dầu khí việt nam PV Power ctcp
‐ Công suất: 1.200 MW (2x 600 MW).
‐ Sản lượng điện bình quân: 7,2 tỷ kWh/năm
‐ Phát điện thương mại:
+ Tổ máy 1: Tháng 12/2014
+ Tổ máy 2: Tháng 5/2015

## Thông tin dự án
- Chủ đầu tư: Tập đoàn Dầu khí Quốc gia Việt Nam
- Tổng thầu epc: Tổng công ty Lắp máy Việt Nam LILAMA
- Địa điểm: thị xã Kỳ Anh - Tỉnh Hà Tĩnh
- Tổng mức đầu tư: 1,242 tỷ USD
- Công suất: 2×600 MW